# Darja Dereven
Darja Valerievna Dereven (født: Vaktjerova; født den 2. marts 1992 i Toljatti, Rusland) er en kvindelig russisk håndboldspiller som spiller for russiske Lada Togliatti i den Russiske Superliga.
I den russiske Superliga har hun været med til at vinde tre gange sølvmedaljer og fire bronzemedaljer i 2011, 2012, 2016 og 2021. Derudover også to sølvmedaljer i den russiske pokalturnering, fra 2015 og 2019. Hun var også med til at vinde EHF Cup i 2012 og igen i 2014.
Hun repræsenterede Rusland ved Ungdomssommer-OL 2010 i Singapore, hvor det russiske hold vandt sølv.

## Meritter
- Russisk Superliga
  - Sølv: 2014, 2015, 2019
  - Bronze: 2011, 2012, 2016, 2021
- Russiske pokalturnering
  - Sølv: 2015, 2019
  - Bronze: 2010, 2012, 2013, 2014
- EHF Cup
  - Vinder: 2012, 2014